# Bedenica
Bedenica es un municipio de Croacia en el condado de Zagreb.

## Geografía
Se encuentra a una altitud de 180 m s. n. m. a 48 km de la capital nacional, Zagreb.

## Demografía
En el censo 2011, el total de población del municipio fue de 1 522 habitantes, distribuidos en las siguientes localidades:
- Bedenica - 535
- Beloslavec - 295
- Bosna - 112
- Omamno - 159
- Otrčkovec - 45
- Turkovčina - 376